# Вовчуг маленький
Вовчуг маленький (Ononis pusilla) — вид квіткових рослин з родини бобових (Fabaceae).

## Морфологічна характеристика
Це багаторічна рослина 10–30 см заввишки, залозисто-запушена, без колючок. Стебла від прямовисних до висхідно-прямовисних, поодинокі чи ± численні. Всі листки трійчасті; листочки зубчасті, від субокруглих до довгастих, 4–13 × 2–8 мм. Квітки пазушні, прикриті листками, утворюють щільні кінцеві китиці. Чашечка дзвоникоподібна, 6–11 мм. Віночок жовтий, 5–12 мм. Боби яйцеподібно-ромбоподібні, 4–9 x 3.5–5.5 мм, залозисто-волосисті. Насіння кругле, 2 мм, злегка горбисте.

## Поширення
Росте у середземноморсько-чорноморсько-каспійському регіоні (Албанія, Алжир, Австрія, Болгарія, Кіпр, Чехія, Словаччина, Франція [у т. ч. Корсика], Греція, Угорщина, Іран, Ірак, Італія (у т. ч. Сардинія, Сицилія), Крим, Ліван, Сирія, Марокко, Північний Кавказ, Португалія, Румунія, Іспанія (у т. ч. Балеарські острови), Швейцарія, Азербайджан, Вірменія, Грузія, Туніс, Туреччина, колишня Югославія). Населяє вапнякові виступи, узбіччя доріг, сосновий ліс, дубові чагарники.
В Україні вид росте на сухих кам'янистих місцях — у Криму.